# MySQLDumper
MySQLDumper ist ein Sicherungsprogramm für MySQL-Datenbanken, geschrieben in PHP und Perl. Damit können Sicherungskopien erstellt und bei Bedarf auch wiederhergestellt werden. Besonders bei Web-Space ohne Shell-Zugang bietet sich MySQLDumper als sinnvolle Alternative an.
MySQLDumper ist unter der GNU General Public License lizenziert. MySQLDumper ist in 13 Sprachen verfügbar.

## Funktionen
Mit MySQLDumper können Datensätze per PHP-Skript ausgelesen werden. Normalerweise würde das PHP-Skript nach Überschreiten von 30 Sekunden (Timeout-Error) abgebrochen.
MySQLDumper umgeht das Problem, indem es eine bestimmte Anzahl von Datensätzen aus einer Tabelle ausliest, den Vorgang nach 30 Sekunden abbricht und die Stelle, bis wohin ausgelesen wurde, speichert. Anschließend ruft sich das Skript selbst auf und setzt den Vorgang an der zuletzt ausgelesenen Stelle fort. Beim Wiederherstellen der Daten wird das gleiche Prinzip genutzt.

## Geschichte
Die Idee für dieses Projekt kam von Daniel Schlichtholz.
Er eröffnete 2004 das Forum MySQLDumper, woraufhin Hobby-Programmierer neue Skripte schrieben und bestehende erweiterten.

## Ende des Projekts und Freigabe des Quellcodes zur optionalen Weiterentwicklung
Am 31. Januar 2016 kündigte der Entwickler Daniel Schlichtholz in seinem MySQLDumper-Forum an, sich aus dem Projekt zurückzuziehen. Der Quellcode werde fortan auf Github bereitgestellt, in der Hoffnung, dass sich jemand finden möge, der das Projekt weiterentwickelt. Er selbst wolle das nicht tun, da ihm die Anpassung des Dumpers an PHP 7 und höher zu aufwendig sei.
Die auf Github verfügbare Version ist seit 2017 auch mit PHP 7 kompatibel.
Das MyOOS Projekt veröffentlichte am 23. Dezember 2021 den Fork auf GitHub MyOOS [Dumper] ist eine verbesserte Version von MySQLDumper 1.24.4 (24. Januar 2011), berücksichtigte die Entwicklung von PHP, ist aber inzwischen ebenfalls eingestellt und nicht mehr verfügbar.